# 太林乡
太林乡，是中华人民共和国山西省临汾市蒲县下辖的一个乡镇级行政单位。

## 行政区划
太林乡下辖以下地区：
太林村、东河村、碾沟村、高阁村、辛窑村、河底村、蒲伊村、西开府村和东开府村。